# Cascade des Molières
La cascade des Molières est une chute d'eau artificielle du massif des Vosges située à Saint-Dié-des-Vosges.